# Ариз
Ариз (фр. Arize) је река у Француској. Дуга је 85 km. Улива се у Гарону. 